# Mikkel Redder
Mikkel Redder (født 26. november 1993) er en dansk fodbolddommer, der siden sommeren 2018 har dømt i den danske Superliga. 

## Karriere
Redder var som 14-årig til prøvetræning i Liverpool F.C. som målmand. Han blev ramt af Cushings syndrom i 2009. Han startede med at dømme fodbold som 15-årig, og i 2010 lagde han fodboldkarrieren på hylden for i stedet at hellige sig til sin dommerkarriere.
I sommeren 2016 blev han indplaceret i 1. division i en alder af 22 år, hvilket gjorde ham til den yngste nogensinde til at få debut i denne række. Debuten i 1. division fik han den 24. juli mellem Skive IK og FC Fredericia.
Han blev indplaceret i Superligaen i sommeren 2018 i en alder af 24 år. Det gjorde ham til den yngste dommer nogensinde til at dømme i den bedste danske række og slog Niels Høgh, der var 26 år. Han fik sin debut i Superligaen den 21. juli 2018 i en kamp mellem Esbjerg fB og Vendsyssel FF, som sidstnævnte vandt 2-3.